# Чорлу
Чорлу (тур. Çorlu) је град у Турској у вилајету Текирдаг. Према процени из 2009. у граду је живело 210.362 становника.

## Становништво
Према процени, у граду је 2009. живело 210.362 становника.
| 1990.  | 2000.   |
| ------ | ------- |
| 74.681 | 141.525 |